# Mixtequilla
Mixtequilla är en ort i Mexiko.   Den ligger i kommunen Ignacio de la Llave och delstaten Veracruz, i den sydöstra delen av landet, 300 km öster om huvudstaden Mexico City. Mixtequilla ligger 12 meter över havet och antalet invånare är 4 888.
Terrängen runt Mixtequilla är mycket platt. Runt Mixtequilla är det ganska tätbefolkat, med 72 invånare per kvadratkilometer. Närmaste större samhälle är Tlalixcoyan, 11,5 km nordväst om Mixtequilla. Omgivningarna runt Mixtequilla är en mosaik av jordbruksmark och naturlig växtlighet.